# Apisai Tora
Pour les articles homonymes, voir Tora.
Apisai Vuniyayawa Mohammed Tora, né à Vunidawa le 5 janvier 1934 et mort à Lautoka le 6 août 2020,, est un syndicaliste, soldat puis homme politique fidjien. Il est décrit comme un activiste politique « passionné », mais également comme un « caméléon » pour ses changements de partis, et comme un « extrémiste » et un « ultra-nationaliste » pour sa création d'un mouvement de pression prônant la suprématie politique des autochtones, et pour sa participation à des gouvernements nationalistes autochtones anti-démocratiques,,,.

## Biographie

### Débuts et entrée en politique
Fils d'un chef autochtone fidjien, il naît dans ce qui est alors la colonie britannique des Fidji. Il est d'ascendance principalement autochtone mais le grand-père paternel de sa mère est allemand. Il est scolarisé à la Queen Victoria School (en), l'école où sont scolarisés les fils de chefs. En 1952, il rejoint l'artillerie des forces armées coloniales fidjiennes, et participe de 1954 à 1956 à la répression de l'insurrection communiste malaise par les forces britanniques et du Commonwealth. Élevé dans la foi chrétienne, il découvre l'islam en Malaisie, et se convertit à l'islam en 1957, prenant pour prénom additionnel « Mohammed » et devenant l'un des très rares autochtones musulmans. Dans le même temps, il s'intéresse au communisme, et adopte l'habitude de fumer en public des cigares cubains.  Il devient un membre très actif du syndicat Syndicat général des travailleurs du commerce de gros et de détail (Wholesale and Retail Workers' General Union, WRWGU), et co-organise en 1959 avec James Anthony, le secrétaire-général du syndicat, une grève des travailleurs de l'industrie pétrolière, malgré l'hostilité des chefs coutumiers autochtones,,,.
Il co-fonde ensuite l'Association des producteurs de bananes et producteurs agricoles des Fidji, dont il devient le secrétaire de 1962 à 1963. Dans le même temps, il participe à la création du Parti démocrate des Fidji-occidentales, dont il est élu secrétaire en 1963. Celui-ci devient le Parti démocrate national, puis se fond avec le Parti de la fédération pour devenir le Parti de la fédération nationale (PFN), représentant principalement les intérêts des travailleurs agricoles. C'est comme candidat du PDFO qu'Apisai Tora se présente aux élections législatives de 1963, les premières auxquelles les autochtones aient le droit de vote, dans la circonscription couvrant l'ouest du pays. Dans les villages où il tente de mener campagne, il rencontre des réactions violentes de la part d'autochtones ruraux, furieux qu'il ose défier un grand chef autochtone, Ratu Penaia Ganilau, et celui-ci le bat très largement. En 1965 il fonde le Syndicat des Travailleurs de l'aéroport et Travailleurs généraux (Airport & General Workers Union, A&GWU), dont il devient le secrétaire général ; il lance une grève cette même année contre le licenciement de trois employés d'un hôtel, et des membres de son syndicat tentent d'incendier l'hôtel concerné. Apisai Tora est élu député à la Chambre des représentants aux élections législatives de 1972, les premières après l'indépendance du pays en 1970. Il siège ainsi sur les bancs de l'opposition au gouvernement du Premier ministre Kamisese Mara. En 1974, il hérite du titre de chef coutumier de son père à Sabeto, dans la province de Ba dans l'ouest de l'île de Viti Levu,,,.
En 1972 il brigue sans succès la présidence du Congrès des syndicats des Fidji (FTUC). En réponse à son échec, il quitte le FTUC et fonde en 1973 un congrès rival, le Conseil des syndicats des Fidji (FCTU), et l'affilie à la Fédération syndicale mondiale (communiste). Le FCTU fédère le Syndicat des Travailleurs municipaux, le Syndicat des Travailleurs du Bâtiment, le Syndicat des Travailleurs de l'Aérien, le Syndicat des Employés de l'Autorité de l'Électricité des Fidji, le Syndicat des Travailleurs de l'Imprimerie et le Syndicat des travailleurs du sucre et généraux des Fidji. Apisai Tora se rend à Cuba en octobre 1974 et y rencontre Fidel Castro. L'expérience du FCTU est néanmoins un échec, et le Conseil se disloque en 1977, ses membres ré-adhérant au FTUC,,.

### Nationalisme autochtone
Il perd son siège aux élections de mars 1977. Le PFN remporte ces élections, mais le parti hésite à confier à son chef Siddiq Koya, ami personnel d'Apisai Tora, la direction du gouvernement. Apisai Tora quitte alors le parti et rejoint le parti de l'Alliance de Ratu Sir Kamisese Mara. Il est le chef de campagne de l'Alliance pour les élections de 1982, où il retrouve un siège de député et qui sont remportées par l'Alliance. Il est fait ministre d'État (c'est-à-dire, dans le système de Westminster, ministre adjoint) au Développement rural, puis ministre des Communications, des Transports et de Travailleurs de 1985 à 1987,,.
L'Alliance perd les élections de 1987, remportées par une coalition du PFN et du nouveau Parti travailliste. Après tout juste un mois, toutefois, le gouvernement est renversé par un coup d'État militaire raciste mené par le colonel Sitiveni Rabuka, qui accuse le gouvernement de coalition d'être dominé par des « Indiens ». Apisai Tora devient l'un des fondateurs du « Mouvement taukei » (« Mouvement autochtone ») qui prône la défense des intérêts de la population autochtone du pays. À ce titre, il retrouve son ministère des Communications dans le gouvernement issu du coup d'État, et y demeure jusqu'en 1991,.
En juin 1991, eamont des élections de 1992 il fonde avec Mick Beddoes un nouveau parti politique, le Congrès national, présenté comme modéré et multiethnique. Cela lui vaut d'être exclu du gouvernement,,. Il n'est pas élu, et son parti n'obtient aucun siège à la Chambre des représentants. Les élections de 1999 sont remportées par le Parti travailliste, et le pays a pour la première fois un Premier ministre issu de la communauté indienne : Mahendra Chaudhry. Apisai Tora devient l'un de ses principaux opposants. Il recrée le Mouvement taukei, organise une manifestation à Lautoka, et demande publiquement au président Kamisese Mara de limoger le Premier ministre et de faire amender la Constitution afin de réserver aux autochtones la direction du gouvernement. Sans succès, le président lui rappelant qu'il n'a pas le pouvoir de démettre un gouvernement démocratiquement élu. Mahendra Chaudhry accuse Apisai Tora de fomenter la haine raciale et de tenter de déstabiliser son gouvernement ; Apisai Tora répond en promettant une campagne de désobéissance civile, de nouvelles manifestations, et prédit un nouveau coup d'État militaire tout en affirmant ne pas en souhaiter un,,.

### Coup d'État de 2000, et suites
En mai 2000, un mouvement paramilitaire mené par George Speight mène effectivement un coup d'État et renverse le gouvernement. Le Premier ministre Chaudhry est pris en otage, et le président Mara est contraint de démissionner. Apisai Tora participe indirectement au coup d'État, saisissant cette occasion pour monter un blocus sur une route près de l'aéroport international de Nadi, exigeant que Ratu Josefa Iloilo, le candidat voulu par George Speight, devienne président de la République, ce qui sera chose faite. Pour satisfaire les partisans de George Speight, un gouvernement nationaliste autochtone est nommé, mené par le banquier Laisenia Qarase. Apisai Tora, décrit à cette occasion par la BBC comme un « nationaliste dur », y est nommé ministre de l'Agriculture, des Pêcheries et des Forêts,,.
Pour les élections de 2001, plutôt que rejoindre le nouveau parti des Fidji unies (parti nationaliste autochtone) de Laisenia Qarase, Apisai Tora fonde une fois de plus son propre parti politique : le parti de la Forteresse des Fidji (Bai Ke Viti en fidjien), qui en appelle aux électeurs autochtones de l'ouest du pays. Il continue à exprimer le point de vue que seuls les autochtones devraient avoir le droit de diriger le pays. Son parti ne remporte aucun siège à ces élections, remportées par Laisenia Qarase, qui le nomme alors membre du Sénat, la chambre haute du Parlement,.
En septembre 2005, Apisai Tora est reconnu coupable d'assemblée à visée criminelle pour ses actions durant le coup d'État de 2000, et condamné par la Haute Cour à huit mois de prison,. Il retrouve son siège de sénateur à sa sortie de prison. Durant la campagne pour les élections de 2006, il avertit les électeurs d'ascendance indienne que le pays connaîtra à nouveau l'instabilité si le scrutin ne produit pas un gouvernement autochtone ; ces paroles sont dénoncées par le contre-amiral Frank Bainimarama, chef des forces armées. Apisai Tora se retire finalement de la vie politique peu avant les élections, et son parti de la Forteresse disparaît.
Le journal The Fiji Sun le décrit comme s'étant « apaisé » durant les dernières années de sa vie. Durant la campagne pour les élections de 2014, il assiste en silence à une réunion de campagne menée dans son village à Sabeto par Aiyaz Sayed-Khaiyum, l'un des principaux dirigeants du parti Fidji d'abord qui prône une identité nationale civique transcendant les différences ethniques. Les villageois indiquent à la presse qu'il soutient le parti. Atteint d'un cancer, il meurt à l'hôpital à Lautoka en août 2020, à l'âge de 86 ans,.